# Tostilocos

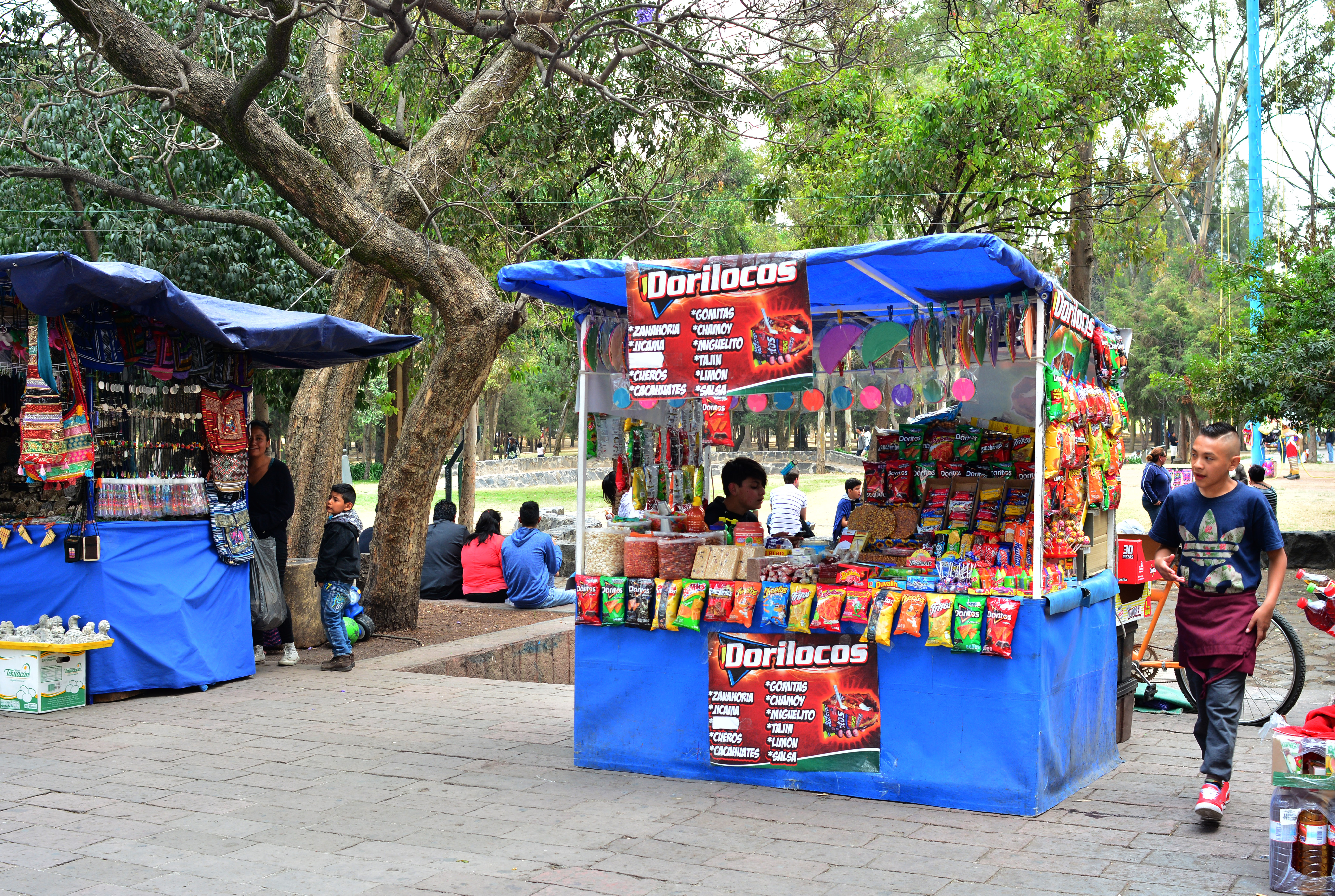
Puesto de dorilocos en Chapultepec, Ciudad de México.

Los tostilocos o dorilocos son una popular botana (aperitivo) mexicana, creada en la ciudad de Tijuana, Baja California, que consiste en frituras de maíz de la marca Tostitos (en el caso de los tostilocos) o Doritos (en el caso de los dorilocos) sazonadas con alguna salsa picante tipo Valentina o chamoy o chile en polvo tipo Tajín, y usualmente son acompañados con otros ingredientes, como cueritos, pepino, jícama, limón, zanahoria, cachuates japoneses y/o sal.
El plato fue concebido por primera vez a finales de la década de los años 1990 por vendedores ambulantes mexicanos. Hoy en día, los tostilocos o dorilocos se venden comúnmente en puestos callejeros, eventos deportivos, ferias y juice bars mexicanos, tanto en México como en el suroeste de los Estados Unidos.

## Origen
Se le llama elotero a la persona que los vende. Usualmente, tiene su propio carrito, en el que lleva el elote en una olla caliente en el centro y los condimentos que se le agregan en las orillas. Es común que traigan algún tipo de campana, o incluso que se escuche al elotero gritar, “¡Elotes!”, “¡Esquites!” o como se le conozca en esa región. 
Los esquites fueron el antecedente de las papas preparadas. Desde hace 15 años, se reconoce su invención al joven emprenderor Adolfo García G., mas no hay información que lo compruebe en realidad; solo existe el dato de que se originaron en la ciudad de Tijuana, Baja California. Las frituras preparadas se hacen a partir de una bolsa de frituras fritas (las más comunes siendo de las marcas Sabritas, Barcel u otras marcas regionales como Encanto); se abre por un lado, usualmente en horizontal, para ser rellenada al gusto del cliente. Se le agregan granos de elote, limón, sal, queso y en algunos casos se le puede añadir mayonesa o crema y salsa picante o chamoy. Otros ingredientes extras incluyen fruta picada (jícama, pepino, zanahoria, entre otros), cacahuates japoneses y dulces de tamarindo.

## Publicidad
Tostitos, una submarca dentro de la marca Sabritas, es la marca más conocida para hacer papas de este tipo. En 1970, la marca Tostitos nace como propuesta de un auténtico sabor mexicano que los Doritos y Fritos proporcionaban.
Su campaña se llamó Tostilocos con su única diferencia siendo que son preparadas específicamente con la marca de frituras Tostitos. Dorilocos es otro nombre que se le dieron a las frituras pero utilizando la marca Doritos, también una submarca de la marca Sabritas, con su única diferencia siendo que se le agrega queso de nachos derretido.

## Actualidad
Hoy en día, las frituras preparadas son más conocidas como Tostilocos por ser de los primeros en darles un nombre a la botana. Se venden en un sinfín de lugares en México ya que muchos de los eloteros ahora cargan con sus frituras para poder prepararlas de esta manera. Estos puestos móviles van recorriendo la ciudad y usualmente serán encontrados en lugares con mucho flujo de gente así como en diferentes eventos deportivos, eventos recreativas, parques, plazas, ferias y fiestas. Su sabor se ha expandido a la frontera con los Estados Unidos haciendo presencia en las ciudades de San Diego, Los Ángeles, Phoenix y Houston.